# Strage di Vitoria
La strage di Vitoria è avvenuta il 3 marzo del 1976 nella città spagnola Vitoria, pochi mesi dopo la morte del dittatore Francisco Franco e nel mezzo della transizione spagnola. Durante un giorno di sciopero, il Corpo di Polizia armata lanciò gas lacrimogeni per sgomberare i lavoratori che si erano riuniti in assemblea nella Chiesa di San Francisco de Vitoria, situata nel quartiere operaio Zamaraga, e sparò contro chi usciva dalla chiesa. L'intervento della polizia finì con 5 persone morte e più di 150 feriti da sparo.

## Storia

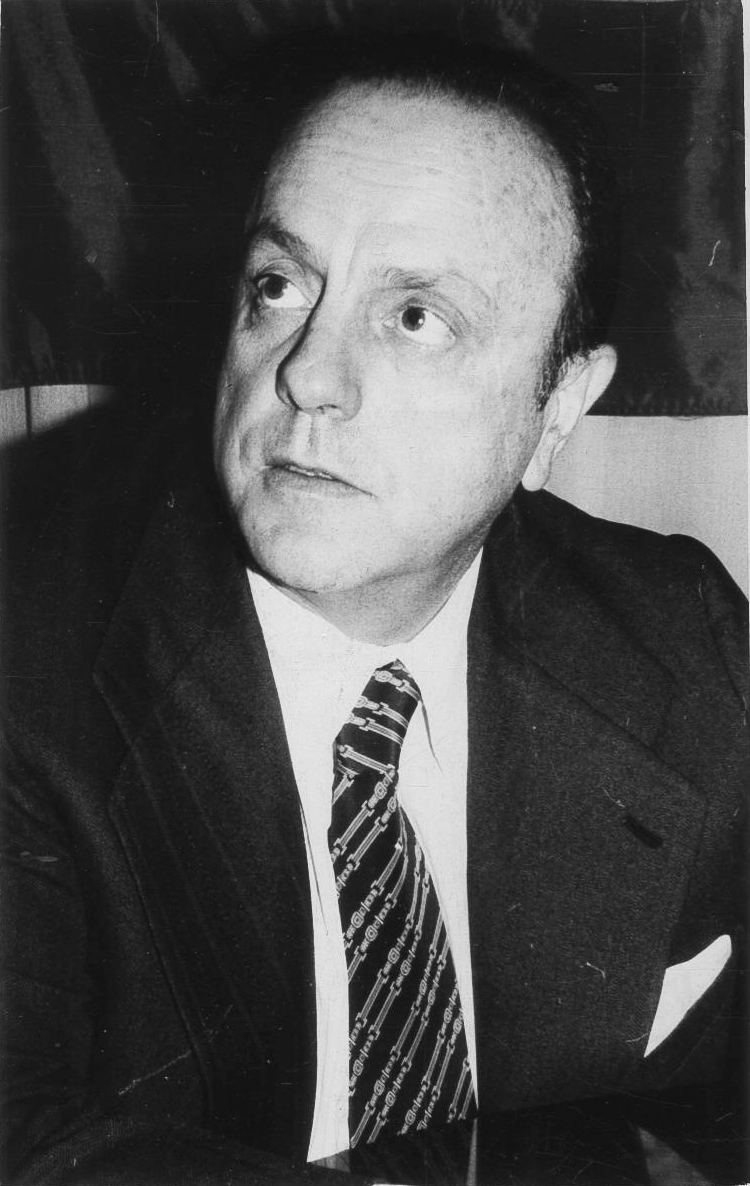
Manuel Fraga Iribarne nel 1979. Era il Ministro dell'interno durante la strage di Vitoria del 1976. Fraga era in Germania in quel momento e lo sostituiva il Ministro Segretario Generale del Movimento Adolfo Suárez González.

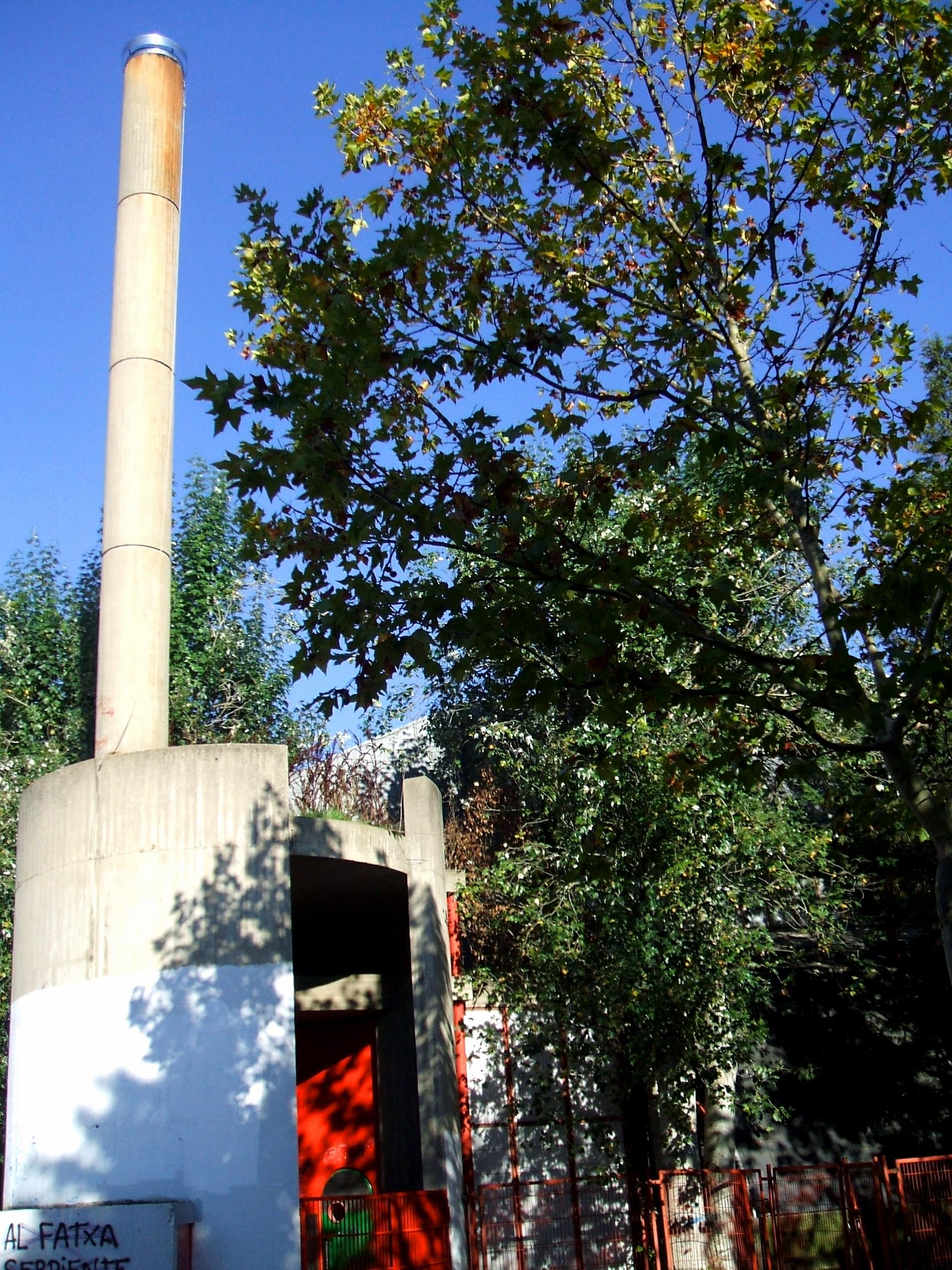
Entrata della Chiesa di San Francisco de Vitoria.

Durante il mese di gennaio 1976, circa 6.000 lavoratori, iniziarono uno sciopero a Vitoria, contro il decreto sui limiti salariali ed in difesa di migliori condizioni di lavoro. Due mesi dopo, il 3 marzo 1976, convocavano per la terza volta uno sciopero generale al quale parteciparono la stragrande maggioranza dei lavoratori. Lo stesso giorno la polizia armata entrò nella Chiesa di San Francisco de Vitoria, nella quale era prevista un'assemblea di lavoratori e, rinnegando la decisione del parroco e del contenuto del Concordato, minacciò lo sfratto. Solo qualche secondo la polizia sparò, in un recinto chiuso e stipato di persone, gas lacrimogeni provocando indignazione e soprattutto panico. Quelli che uscirono sul davanti, mezzo soffocati e con i fazzoletti sulla bocca, furono brutalmente bastonati dalla polizia dai lati, mentre i camerati di fronte sparavano con mitra e pistole.
Rimasero uccisi:
- Pedro María Martínez Ocio, lavoratore delle 'Forjas Alavesas', di 27 anni,
- Francisco Aznar Clemente, panettiere e studente, di 17 anni
- Romualdo Barroso Chaparro, di Agrator, di 19 anni
- José Castillo, di Basa (Grupo Arregui), di 32 anni.

Due mesi dopo morirà Bienvenido Pereda, lavoratore del 'Grupos Diferenciales', di 30 anni. Due operai furono assassinati direttamente sul luogo dei fatti, quattro feriti gravemente, di cui tre moriranno, più di sessanta feriti gravi, metà dei quali con ferite da pallottola e centinaia di feriti lievi.
A partire da questo momento si sviluppano violenti scontri e la polizia perse il controllo della città fino alle nove della notte, quando già arrivarono i rinforzi. 
L'ultimo ferito di estrema gravità fu l'ispettore di polizia Antonio Losada, che quando si incontrava nella porta del Commissariato, gli tirarono una molotov che gli provocò bruciature su tutto il corpo.
Il sabato, Manuel Fraga Iribarne, allora Ministro del Governo e dell'interno, insieme a Rodolfo Martín Villa, Ministro delle relazioni Sindacali ed al Generale Campano, direttore della Guardia Civil, cercarono, visitando i feriti, di ridurre l'impatto di una decisione che svelava al mondo intero il vero volto, crudele e barbaro, della dittatura che essi rappresentavano. Quel giovedì, il Segretario generale del SPD della Germania cancellava la visita con Fraga, il quale partecipava ad una campagna diplomatica per "vendere" a livello internazionale la riforma approvata dalla monarchia, smascherata dal comportamento criminale della polizia.
Nonostante fosse ancora proibito il diritto di riunione, manifestazione e di sciopero, i sindacati convocarono scioperi in tutta la Spagna. Ebbero particolare importanza quelli della zona industriale di Madrid e Vitoria. L'8 marzo si tenne uno sciopero generale nei Paesi Baschi, durante il quale si produssero altri scontri che portarono alla morte di Vicente Antonio Ferrero nella città di Basauri. Gli scioperi generali ed altri scontri si verificano durante vari mesi.

## Conseguenze
Questi incidenti accelerarono l'azione dell'opposizione democratica e la sua unità di azione. La Giunta Democratica e la Piattaforma di Convergenza si fusero nel Coordinamento Democratico o Platajunta il 26 marzo 1976. Questa nuova giunta fu in grado di esercitare una maggiore pressione politica sul governo, reclamando l'amnistia, la libertà sindacale, la democrazia e il rifiuto delle leggi riformiste.
Nel 2008, una commissione del Parlamento Basco considerò responsabili politici della strage ai '”titolari dei ministeri che intervennero in questo conflitto”: Manuel Fraga Iribarne, Ministro del Governo (in Germania durante i fatti, corrispondendogli essere “ministro del giorno”, incaricato di coprire l'assenza di altri ed assumere responsabilità ad Adolfo Suárez González); Rodolfo Martín Villa, Ministro delle relazioni Sindacali; Alfonso Osorio, Ministro di Presidenza.
L'Interpol richiese nel 2014 l'arresto preventivo con lo scopo di estradizione di diversi implicati nella strage.
Nel caso di Rodolfo Martín Villa, la giudice argentia María Romilda Servini de Cubría considera che è “responsabile della repressione” e che “i fatti di cui risulta responsabile” sono sanzionabili con l'ergastolo, riferendosi al delitto di omicidio con l'aggravante di essere stato commesso premeditatamente di due o più persone.
Per Servini, i delitti di Martín Villa e del resto degli imputati costituiscono crimine contro l'umanità ed i suoi responsabili sono soggetti a persecuzione secondo il principio di giurisdizione universale.
La giudice imputa le responsabilità anche ad Alfonso Osorio, Ministro della Presidenza che “assieme ad Adolfo Suárez González e Martín Villa decise che l'operazione fosse diretta da un comando unico in modo che coordinasse e mandasse a tutte le forze per ordine pubblico”. Servini chiede anche l'arresto e l'estradizione di Jesús Quintana, capitano del Colpo di Polizia armata a carico delle forze che assaltarono la chiesa.

## Riconoscimenti delle vittime
Con la formazione del governo di José Luis Rodríguez Zapatero, il gruppo del Partito Nazionalista Basco formulò il 19 maggio del 2004 una domanda al Senato che trattava il chiarimento sui fatti di Vitoria. Il 16 giugno del 2011, il Partito Nazionalista Basco, Aralar, Eusko Alkartasuna, Ezker Batua-Berdeak presentarono una proposta al Parlamento Basco per includere alle vittime della strage di Vitoria nella Legge di riconoscimento delle vittime del terrorismo, che trattava il Congresso dei deputati. Anche se appoggiarono la necessità di una riparazione, il Partito Socialista di Euskadi-Euskadiko Ezkerra, il Partito Popolare ed Unione, Progresso e Democrazia rifiutarono considerarle come “vittime del terrorismo”. Il Partito Socialista considerò che questi fatti dovessero essere inclusi nella discussione sulle vittime di motivazione politica che sarebbe cominciata poco dopo nel Parlamento Basco.
Per la prima volta, il 3 marzo del 2012, il Governo Basco omaggiò alle vittime della violenza poliziesca del 1976. La portavoce del Governo Basco e consulente di Giustizia Idoia Mendia, partecipò in un omaggio floreale accompagnata dai segretari generali dell'Unione Generale dei Lavoratori e Commissioni Operaie (sindacati ai quali erano affiliati i lavarotarori uccisi).

## Testo della registrazione della polizia
Questa è la trascrizione di una parte delle conversazioni tra le pattuglie responsabili dell'assalto alla chiesa, secondo le registrazioni esistenti della Banda Radio della Polizia:
- Bene, compreso.. Charlie a J-1. Sembra che nella Chiesa di San Francesco è dove c'è più gente. Che facciamo?
- Se c'è gente.. Facciamogliela vedere!
- Però tieni in conto che si metteranno nella sacrestia...
- Quel che succede è che abbiamo ancora questi ordini.. Ad ogni modo, per come stanno le cose, si può entrare
- Beh, se lo dici tu. Facciamogliela vedere!
(…)
- Charlie a Charlie 1. Sgombera tutto il possibile.
- Vado a comunicarlo.
(…)
- Mi preparo ad entrare nella chiesa.
- J-1 a Charlie. Charlie, vedi se lì hai bisogno di J-2
- Invialo qui per coprire il retro della chiesa.
- J-3 a J-1. Siamo nella chiesa. Entriamo o che facciamo? Cambio.
- Allora, quello che interessa è che li prendano da dietro.
- Esatto.
- J-2 a J-1. Faccia quello che le ho detto, andare in aiuto di Charlie a Zaramaga.
- Se me ne vado da qui, scapperanno dalla chiesa.
- Charlie a J-1. Senti, non interessa che se ne vadano da lì, perché ci stanno scappando dalla chiesa.
(…)
- Nella porta della chiesa c'è l'ordine di sgombero. Avvicinatevi e sgomberate la chiesa.
- Procedano a sgomberare la chiesa.
- Ora procederemo tra J-2 e J-3.
- Quando sarete pronti sgomberate a bastonate.
- C'è un prete della Coronación ed è entrato con Altuna a vedere l'altro prete. Vediamo cosa succede.
- D'accordo, se sgomberano per la buona, bene. Altrimenti, a bastonate.
- Siamo stati dentro però va molto male, dobbiamo usare le armi da fuoco. Cambio.
- Il Charlie che sta lì e J-2 e J-3 sgomberino la chiesa ad ogni costo. Cambio.
- Non si può sgomberare perché è piena di persone. Fuori siamo circondati da personale, dobbiamo usare le armi. Cambio.
- Gasare la chiesa. Cambio.
- Ci interessa che vengano qui alcuni, Charlie, perché qui siamo circondati di gente ed all'uscire della chiesa qui ci sarà uno scalpitio; dovremmo usare le armi, anzi sicuro.
- Stanno portando a tutti verso fuori in questi momenti.
- Però che fate, state caricando o cosa? Cambio.
- A palla! A palla! Comunica a V.O. che questa è una battaglia campale in modo che lo sappia. Cambio.
Nelle registrazioni si sentono raffiche di mitraglietta e grida.
- Che mandino rinforzi, abbiamo già sparato più di 2.000 spari! Cambio.
- Ditemi, questi spari, cosa sono? Sono stati in aria? Cambio.
- Lì ci sono tiri e c'è di tutto. Cambio
- Avanti Charlie 3 per J-1.
- Questa è la guerra in pieno, ci sono finite le munizioni, le granate e ci stanno lanciando pietre, è impossibile difendersi.
(…)
- Sei già nel punto, nella chiesa di San Francesco, perché lì c'è una battaglia campale.
- Ho visto persone con un fazzoletto bianco. Vuol dire che ci sono feriti a quantità. Però sono ancora nella parte de retro perché c'è una barricata.
- Va bene, vedi se c'è una forma di arrivare perché questo deve andare molto male.
(…)
- Stavo per chiederti se c'erano feriti. Cambio
- Per il momento dei nostri non c'è nessuno. Cambio.
- Bene, va bene. Come vanno le cose lì?
- Beh, vanno bene. Come vanno le cose di là?
- Si può immaginare dopo aver sparato mille colpi e rotto tutta la chiesa di San Francesco, poi mi dirai come sta la strada e tutto. Cambio.
- Però in questo momento continuate a caricare.
- In questo momento, no
- Grazie mille. Buon servizio.
- Digli a Salinas che abbiamo contribuito al pestaggio più grande della storia (…) Ho due sezione e una mezza paralizzata, la altra metà ne ha ancora alcuni... cioè, qui c'è stata una strage. Cambio.
- Va bene, va bene...
- Però davvero, una strage.
- Abbiamo già i due cambio di munizioni. Cioè si deve attuare a colpo sicuro e a pulire, noi che abbiamo le armi, a colpo sicuro e senza duelli di nessun tipo...»
(Traduzione delle registrazioni della radio della polizia.)

## Omaggi
Il cantautore catalano Lluís Llach scrisse il giorno dopo la canzone Campanate a morte in omaggio alle vittime. Canzone che tornerà ad interpretare per la commemorazione del trentesimo anniversario, in un concerto nel padiglione Fernando Buesa Arena di Vitoria. Il gruppo basco ska Betagarri dedicò una canzone a questi fatti nel suo disco Hamaika Gara, intitolata 1976 martxoak 3. Anche il gruppo Oi! di Vitoria Mossin Nagant scrisse una canzone dedicata alla strage di Vitoria. Allo stesso modo il gruppo punk Hachazo fa referenza a questi fatti in uno delle sue canzoni. Anche il gruppo basco Zarama compose nel 1983 la traccia Gasteizko gaua (Notte di Vitoria) in riferimento a questi fatti.

## Monumenti

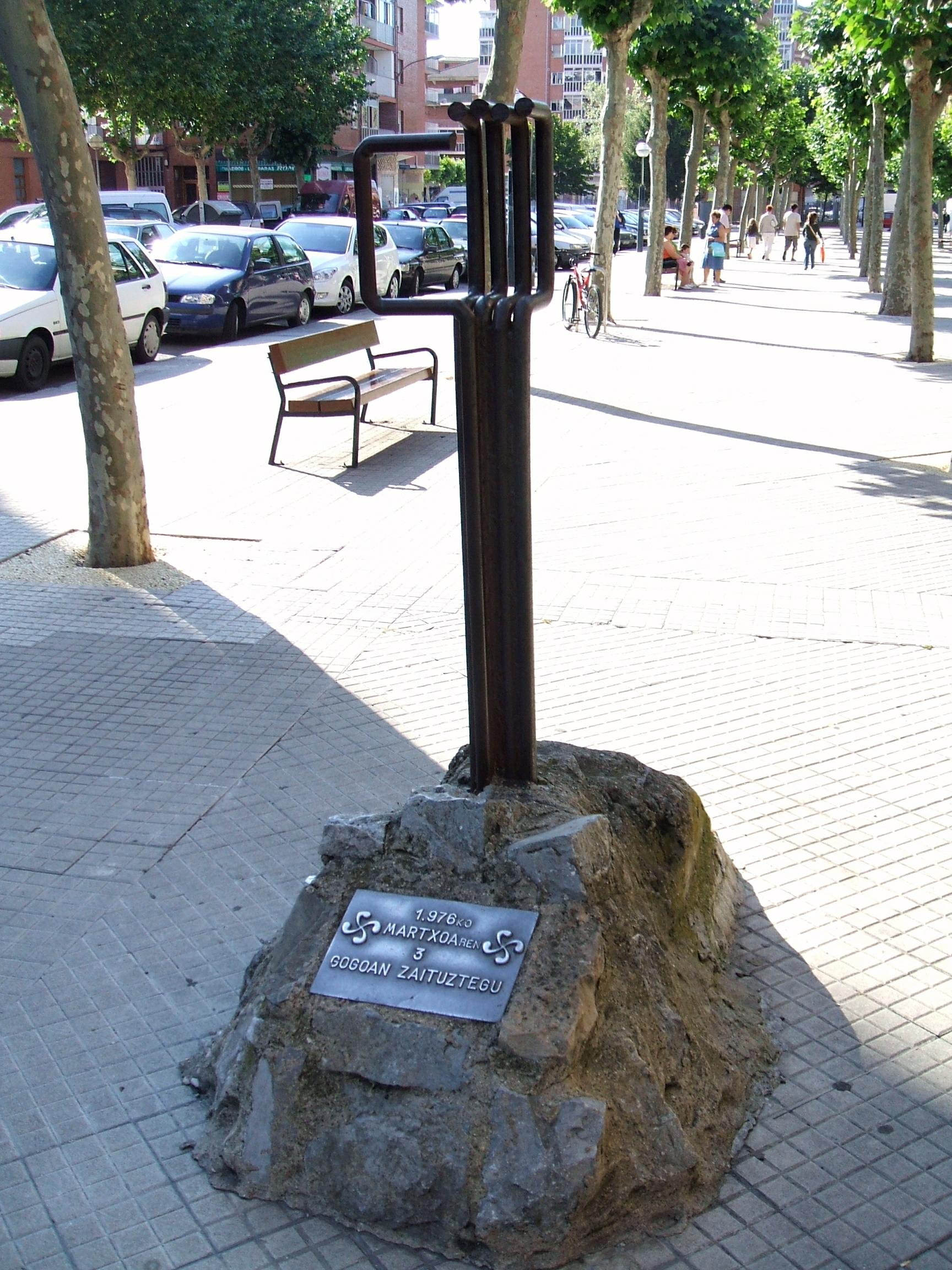
Monumento alle vittime del 3 marzo nella strada Vicente Manterola, di fronte alla chiesa San Francesco
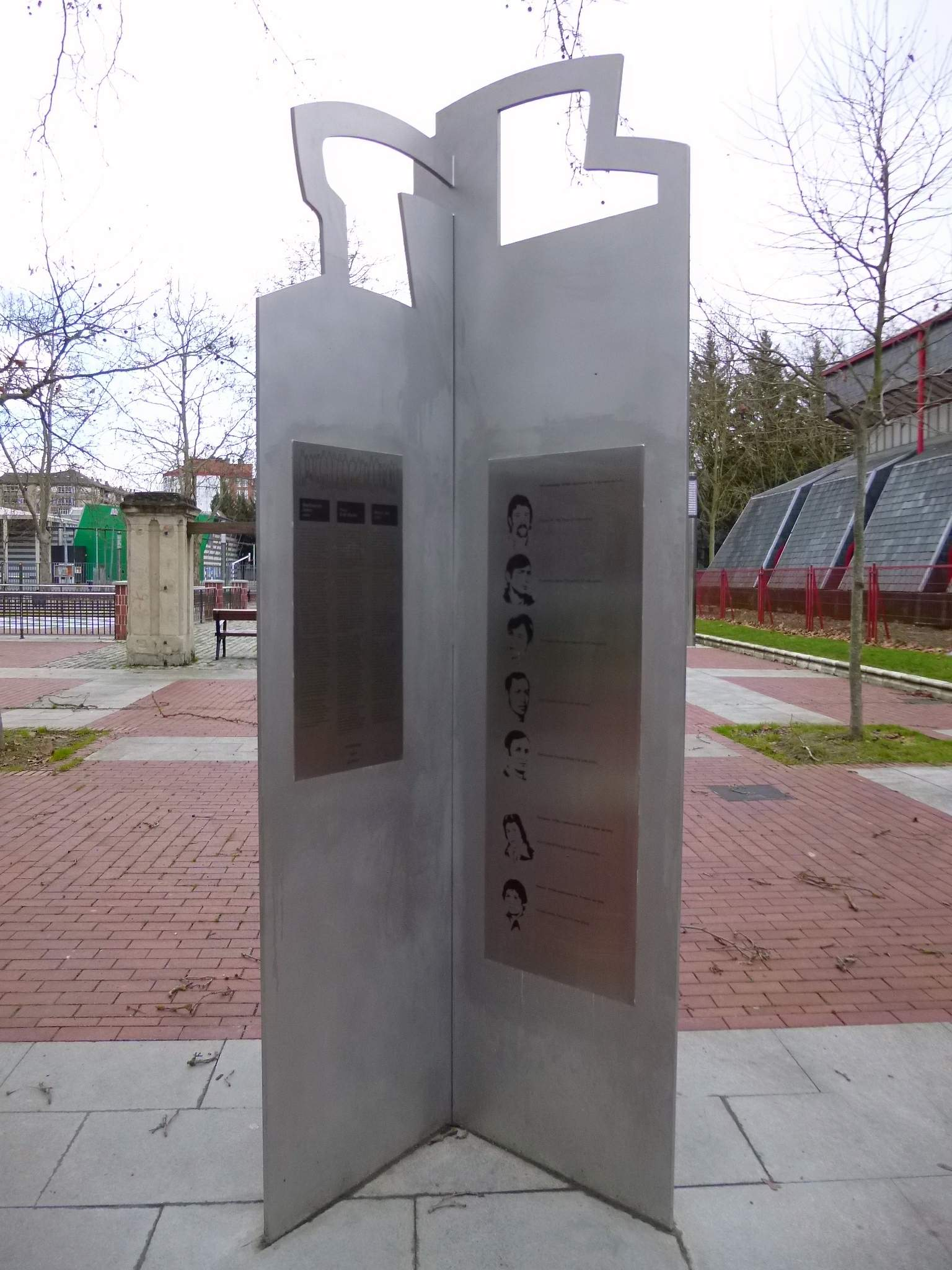
Memoriale eretto nella Plaza Tre de Marzo, di fronte alla chiesa di San Francesco
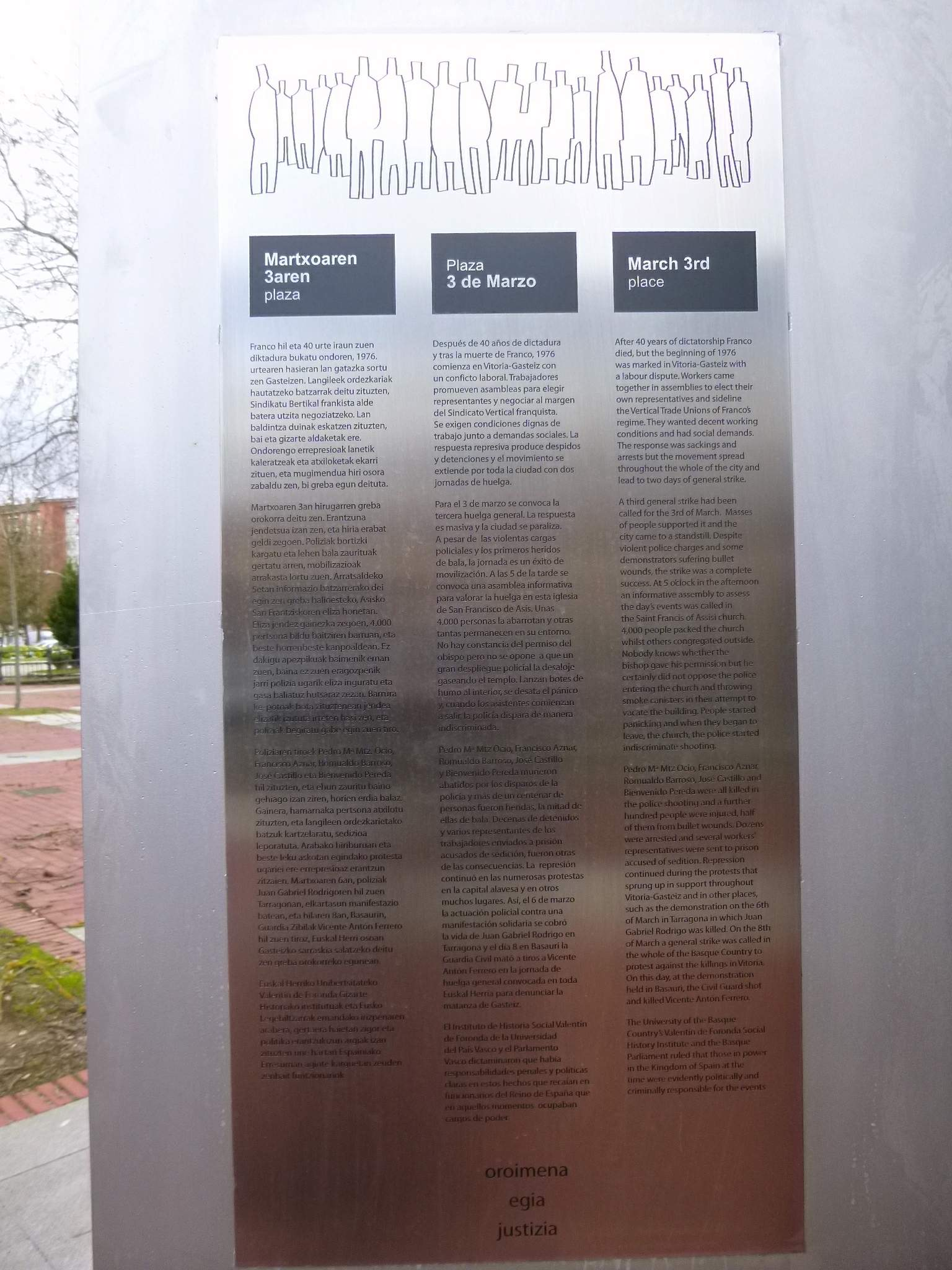
Memoriale eretto nella Plaza Tre de Marzo, di fronte alla chiesa di San Francesco
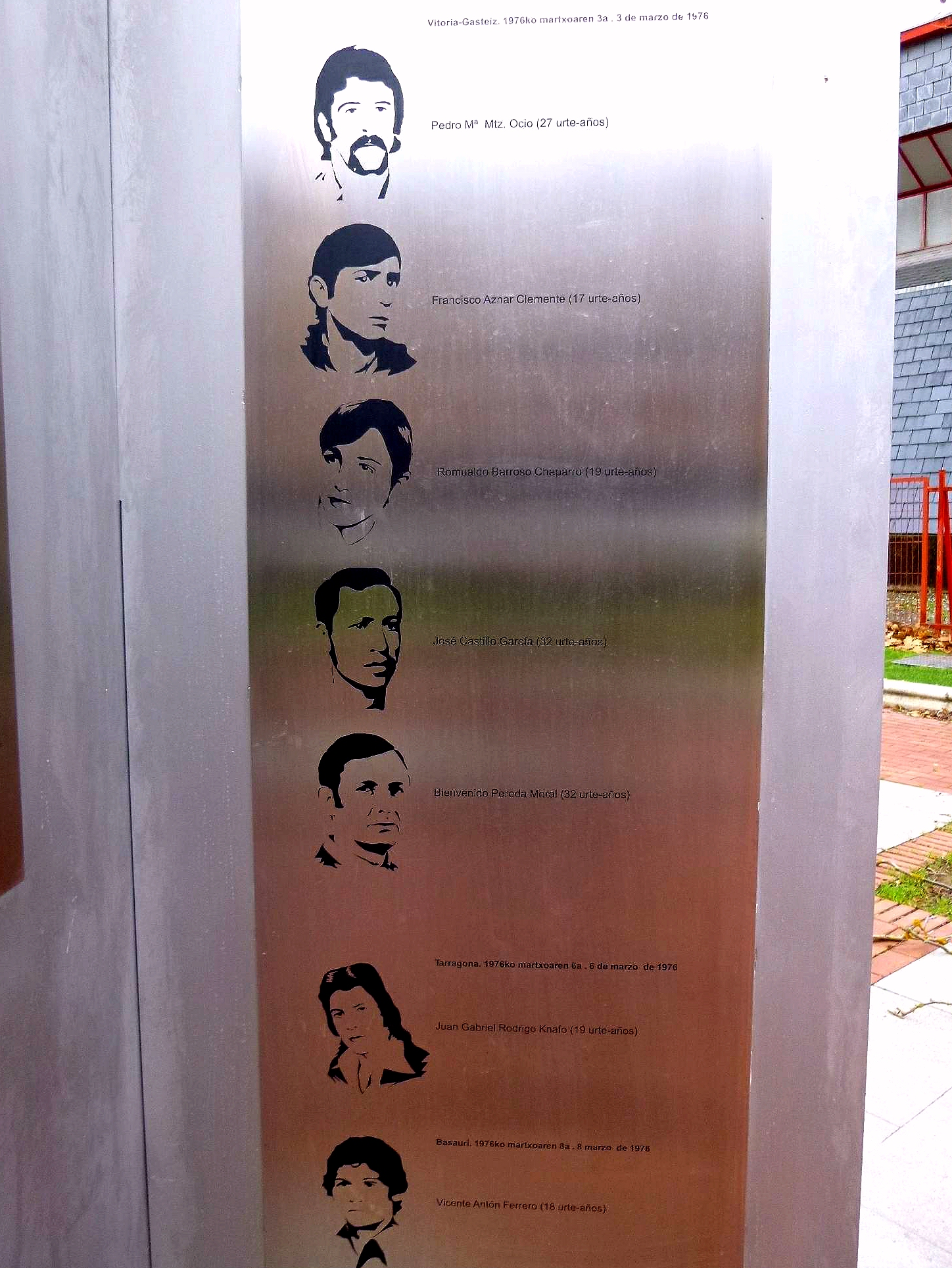
Memoriale eretto nella Plaza Tre de Marzo, di fronte alla chiesa di San Francesco
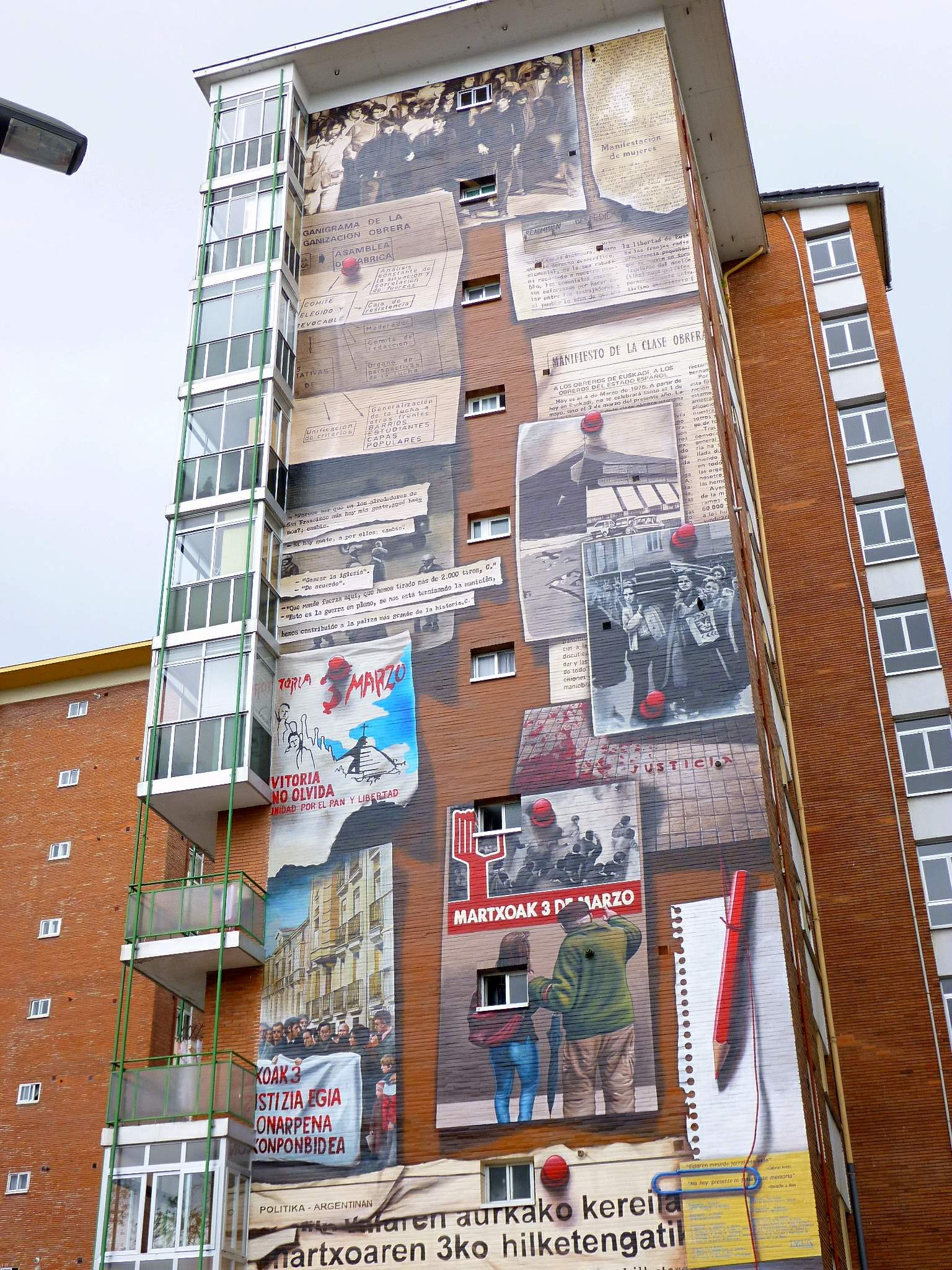
Murales sulla strage di Vitoria in un edificio di abitazioni vicino alla Plaza Tre de Marzo